# دون پفیت
دون پفیت (انگلیسی: Don Footitt; ۲۴ مهٔ ۱۹۲۹ – ۱۰ ژوئن ۱۹۹۵) بازیکن فوتبال اهل بریتانیا بود.
از باشگاه‌هایی که در آن بازی کرده‌است می‌توان به باشگاه فوتبال لینکولن سیتی و باشگاه فوتبال کرو آلکساندرا اشاره کرد.